# Ou ferrat
L'ou ferrat, ou fregit o frit, ou deixat caure o ou caigut i ou rotllat és una preparació culinària, consistent en un ou trencat, i fregit amb oli o amb llard, fins que la clara es pren. L'expressió prové del verb «ferrar»: fregir ous a la paella sense batre'ls.
És un plat ràpid que es fa en dos o tres minuts. Cal que l'ou que es vol fregir estigui a temperatura ambient (entre 10 i 20 °C) no pas acabat de treure de la nevera. El rovell dels ous frescos normalment no es desfà quan se'n trenca la closca i s'aboquen al plat o directament a la paella. L'oli, on es posa el contingut de l'ou ha d'estar prou calent (prop de 120 °C). Amb més temperatura la textura de l'ou ferrat es perd però aquest és més saborós. És millor de posar-hi la sal després que l'ou estigui fregit. Es treu més bé l'ou ferrat amb una escumadora.